# فاليري زالوجني
فاليري زالوجني (بالأوكرانية: Залужний Валерій Федорович)‏ (و. 1973  م) هو قائد عسكري أوكراني، يحمل رتبة فريق، تولى منصب القائد العام للقوات المسلحة لأوكرانيا (منذ 27 يوليو 2021)، وهو عضو في مجلس الأمن القومي والدفاع الأوكراني (منذ 28 يوليو 2021). وفي 8 فبراير 2024، أعلن وزير الدفاع الأوكراني رستم عمروف إعفاؤه من منصبه.